# Hawker Dantorp
El Hawker Dantorp H.B.III fue un bombardero biplano monomotor de la década de 1930. El avión fue un desarrollo del británico Hawker Horsley diseñado para la Armada danesa, pero se diferenciaba por estar propulsado por un motor radial y tener un tercer tripulante. Se construyeron dos ejemplares en Gran Bretaña como precursores de la producción bajo licencia en Dinamarca. Limitaciones financieras hicieron que esto no se hiciera realidad y los ejemplares construidos por Hawker fueron los únicos aviones producidos. Sirvieron hasta la invasión alemana de Dinamarca en 1940.

## Diseño y desarrollo
El Hawker Dantorp derivaba del exitoso Hawker Horsley. Originalmente diseñado para cubrir la Especificación 26/23 del Ministerio del Aire por un bombardero diurno propulsado por un único motor Rolls-Royce Condor refrigerado por líquido, el Horsley entró en servicio con la Real Fuerza Aérea en septiembre de 1927.
Un ejemplar del Horsley, matrícula J8620, fue equipado con un motor radial Armstrong Siddeley Leopard de 14 cilindros en dos filas y refrigerado por aire. El Leopard era el motor radial más potente del mundo en aquella época y, en consecuencia, prometía un rendimiento mucho mejor.  Mientras tanto, otro Horsley, el J8612, fue equipado con flotadores y demostró que el avión podía operarse desde el agua. La Armada danesa mostró interés en estos desarrollos y, en 1930, encargó un modelo de avión basado en el diseño del Horsley, pero equipado con el nuevo motor y capaz de operar como un hidroavión. El avión iba a ser conocido como Dantorp y recibió el número de servicio H.B.III. 
El Dantorp era un gran biplano de dos vanos, monomotor, de construcción compuesta de madera y metal. A diferencia del Horsley de dos asientos, tenía una tripulación de tres personas, con un puesto de tripulación adicional entre el piloto y el observador/artillero. El avión montaba una ametralladora Vickers de 7,7 mm orientada hacia adelante, una ametralladora Lewis de 7,7 mm en un anillo Scarff y podía transportar ocho bombas de 50 kg, dos bombas de 551 kg, una bomba de 680 kg o un torpedo que pesase 1300 kg.
La aeronave fue equipada para operar utilizando flotadores y tren de aterrizaje de ruedas intercambiables. Los flotadores fueron diseñados como estructuras separadas para permitir el transporte de un torpedo debajo del fuselaje.

## Historia operacional
El primer Dantorp, matrícula 201, voló por primera vez el 19 de septiembre de 1932, equipado con un tren de aterrizaje con ruedas. El segundo, el 202, le siguió poco después y fue probado por primera vez con flotadores en noviembre de 1932. El avión voló mucho en Dinamarca a partir de 1933, pero hubo que esperar hasta 1935 para que se obtuvieran buenos resultados con el lanzamiento de torpedos. También fueron probados como hidroaviones lanzados con catapulta para operar desde buques de guerra. Sin embargo, estos ensayos no llevaron a la adopción de la táctica por parte de la Armada. Los aviones continuaron volando durante el resto de la década y ambos estaban operativos cuando Alemania invadió Dinamarca en 1940, aunque se desconoce su historia posterior.
La Armada danesa adquirió una licencia para construir diez aviones más en los Talleres Navales Daneses (Orlogsvaerftet), pero la escasez de fondos significó que la licencia no fue ejecutada y no se produjeron más aviones.

## Operadores
Dinamarca
- Real Armada de Dinamarca: dos ejemplares.[10]

## Especificaciones
Referencia datos: Hawker Aircraft since 1920

### Características generales
- Tripulación: Tres (piloto, navegante y bombardero/artillero)
- Longitud: 11,7 m (38,4 ft)
- Envergadura: 17,2 m (56,5 ft)
- Altura: 4,3 m (14,1 ft)
- Superficie alar: 64,4 m² (693,2 ft²)
- Peso vacío: 2431 kg (5357,9 lb) (2930 kg como hidroavión)
- Peso cargado: 3733 kg (8227,5 lb) (4270 kg como hidroavión)
- Planta motriz: 1× motor radial de 14 cilindros en dos filas refrigerado por aire Armstrong Siddeley Leopard IIIA.
  - Potencia: 600 kW (827 HP; 816 CV)
- Hélices: Watts bipala de madera
- Capacidad de combustible: 1000 L

### Rendimiento
- Velocidad máxima operativa (Vno): 203 km/h (126 MPH; 110 kt) a 980 m (3200 pies)
- Alcance: Aprox. 8,5 h
- Techo de vuelo: 5320 m (17 454 ft)
- Tiempo a altitud: 12 min 50 s para 3000 m (10 000 pies)

### Armamento
- Ametralladoras: 

  - 1x Vickers de 7,7 mm frontal
  - 1x Lewis de 7,7 mm de fuego trasero
- Bombas: 680 kg o 1 torpedo

## Aeronaves relacionadas

### Desarrollos relacionados
- Hawker Horsley

### Aeronaves similares
- Douglas XT3D
- Martin BM
- Latécoère 293
- Blackburn Shark
- Handley Page Handcross